# Eric Frank Russell
Eric Frank Russell (6. ledna 1904, Sandhurst, Surrey – 28. února 1978, Liverpool, Merseyside) byl anglický inženýr a spisovatel science fiction, jeden z autorů období tzv. Zlatého věku sci-fi.

## Život
Část dětství strávil v Egyptě a v Súdánu, protože jeho otec byl inženýrem a instruktorem Vojenské královské akademie. Získal rozsáhlé znalosti z chemie a fyziky, během druhé světové války z radiologie a stal se rovněž inženýrem. Roku 1930 se oženil se zdravotní sestrou Ellen, se kterou měl dceru Ericu. Publikovat začal na přelomu 30. a 40. let, především v americkém pulpovém magazínu Astounding Science Fiction, pro Weird Tales psal horrory. Některé své povídky vydával pod pseudonymem Duncan H. Munro nebo Niall Wilde.
Počátky jeho tvorby jsou poznamenány vlivem amerického novináře Charlese Forta, který sbíral zprávy o nevysvětlitelných jevech. Několik let dokonce pracoval jako zástupce Fortovy společnosti ve Spojeném království a jeho první román, Sinnister Barrier (1939, Zlověstná bariéra), vznikl na základě Fortovy teze, že lidstvo je manipulováno mocnou mimozemskou civilizací za neznámým účelem. Spisovatelem z povolání se stal koncem 40. let.
Velký úspěch mu přinesly jeho humorně laděné povídky díky jejich ironickému a vtipnému stylu. Jedna z nich, Allamagoosa (1955), získala cenu Hugo. Roku 1985 získal cenu Prometheus za celoživotní dílo a roku 2000 byl posmrtně uveden do síně slávy science fiction a fantasy.

## Dílo (výběr)

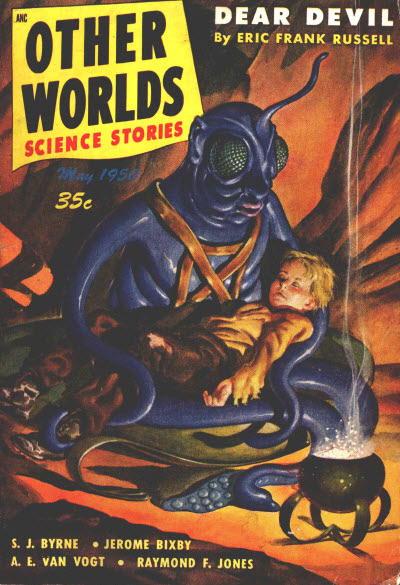
Obálka časopisu Other Worlds z roku 1950 s autorovou povídkou Dear Devil.

### Povídky
- The Prr-r-eet (1937).
- The Saga of Pelican West (1937).
- The Great Radio Peril (1937).
- Shadow Man (1938).
- Vampire from the Void (1939).
- Homo Saps (1941).
- Resonance (1945).
- Displaced Person (1948, Bezdomovec).
- Dear Devil (1950).
- Exposure (1950, Namátkový vzorek).
- ...And Then There Were None (1951, …A pak už tam nezbyl nikdo).
- The Witness (1951, Svědecká výpověď).
- Hell's Bells (1952), pod pseudonymem Duncan H. Munro.
- A Great Deal of Power (1953, Značná moc).
- I Hear You Calling (1954, Slyším tě volat).
- Appointment at Noon (1954, Schůzka ve 12).
- Heart's Desire (1955), pod pseudonymem Niall Wilde.
- Allamagoosa (1955, Ententýky[1]), česky jako Inspekce nebo jako Allamagoosa. Povídka, karikující byrokratické myšlení, získala cenu Hugo.
- Sole Solution (1956, Jediné východisko).
- Love Story (1957, Příběh lásky).
- Into Your Tent I’ll Creep (1957), česky jako Psí chytrost.
- The Army Comes to Venus (1959).

### Sbírky povídek
- Deep Space (1954).
- Men, Martians and Machines (1955, Lidé, Marťané a stroje), sbírka čtyř na sebe navazujících povídek, z nichž první tři byly dříve vydány samostatně časopisecky: Jay Score (1941), Mechanistria (1942), Symbiotica(1943). Povídka Mesmerica byla prvně vydána v této sbírce. Povídky líčí příběhy posádky vesmírné lodě, která zkoumá vesmír a setkává se s různými formami života, které jsou lidem nepřátelské.
- Far Stars (1961).
- Dark Tides (1962).
- Somewhere a Voice (1964).
- The Best of Eric Frank Russell (1978).

### Romány
- Sinister Barrier (1939, Zlověstná bariéra).
- Dreadful Sanctuary (1948), román se týká mezinárodního spiknutí, které má za cíl zabránit lidstvu v kosmických letech.
- Sentinels from Space (1953).
- Three to Conquer (1956, Trojhlavý protivník).
- Wasp (1957, Vosa).
- The Space Willies (1958).
- The Great Explosion (1962).
- The Mindwarpers (1965).

## Česká vydání
Z Russelova díla vyšlo česky pouze několik povídek:
- Inspekce, časopis Skaut-Junák 1968/1969, č.13-14 a časopis Zápisník, ročník 1983, číslo 16.
- Svědecká výpověď, magazín Čtení 1975, číslo 4.
- Pokoj k pronajmutí, magazín Čtení 1976, číslo 12.
- Psí chytrost, časopis Zápisník, ročník 1983, číslo 18 a fanzin Makropulos č. 2, SFK Makropulos Šumperk 1983.
- Jediné východisko, fanbook Lety zakázanou rychlostí 3, SFK BC VÚMS Praha 1988, přeložil Roman Lipčík.
- Schůzka ve 12, časopis Slan ročník 1989, číslo 3.
- Allamagoosa, antologie Hugo Story I., Winston Smith, Praha 1993, přeložil Josef Rauvolf.
- Bezdomovec, antologie Rychlý jako gepard a řvoucí jako lev, Classic, Praha 1994, přeložil Martin Janda.
- Příběh lásky, antologie Rychlý jako gepard a řvoucí jako lev, Classic, Praha 1994, přeložil Martin Janda.
- Namátkový vzorek, antologie Na vrcholu Zlatého věku, Mustang, Plzeň 1996, přeložil Pavel Medek.
- Značná moc, antologie Divodějní, Talpress, Praha 1997, přeložila Agáta Kratochvílová.
- Slyším tě volat, antologie Cestování v čase, Motýl 1998.
- ...A pak už tam nezbyl nikdo, antologie Síň slávy mistrů SF II A, Baronet, Praha 2006.